# Olinda Nova do Maranhão
Olinda Nova do Maranhão est une municipalité brésilienne située dans l'État du Maranhão.